# Isolepis ruwenzoriensis
Isolepis ruwenzoriensis är en halvgräsart som beskrevs av Richard Wheeler Haines och Kaare Arnstein Lye. Isolepis ruwenzoriensis ingår i släktet borstsävssläktet, och familjen halvgräs. Inga underarter finns listade i Catalogue of Life.